# Pteroforídeos

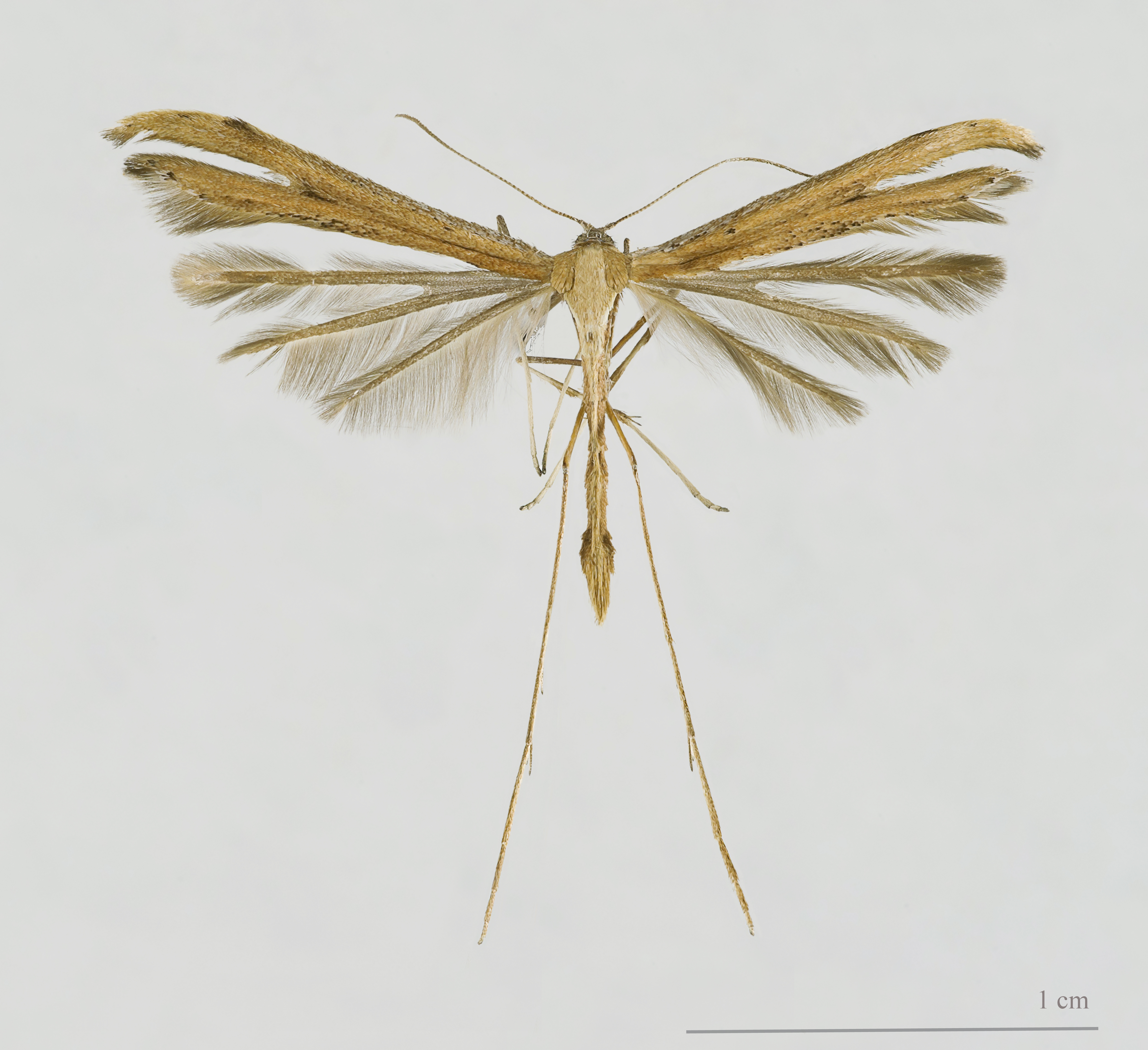
Emmelina monodactyla

Pteroforídeos (Pterophoridae) são uma família de insectos da ordem Lepidoptera.

## Subfamílias
Contém as subfamílias:
- Agdistinae Tutt, 1906
- Deuterocopinae Gielis, 1993
- Ochyroticinae Wasserthal, 1970
- Pterophorinae Zeller, 1841